# Werner Höller
Werner Höller (* 18. Dezember 1977) ist ein ehemaliger österreichischer Gewichtheber und heutiger Trainer. Als 31-facher Staatsmeister ist er der erfolgreichste österreichische Gewichtheber aller Zeiten.

## Werdegang
Höller wurde 1997 Junioren-Europameister in der Gewichtsheber-Klasse bis 64 kg. Bei den Weltmeisterschaften 1997 erreichte er in der Klasse bis 70 kg den sechsten Platz. 1998 kam er bei den Weltmeisterschaften auf Platz 17. Bei den Europameisterschaften 1999 wurde er Achter. Im November 1999 wurde er bei einer Dopingkontrolle positiv auf Phentermin getestet und für zwei Jahre gesperrt.